# Station Puszczykowo
Station Puszczykowo is een spoorwegstation in de Poolse plaats Puszczykowo.